# NGC 3184

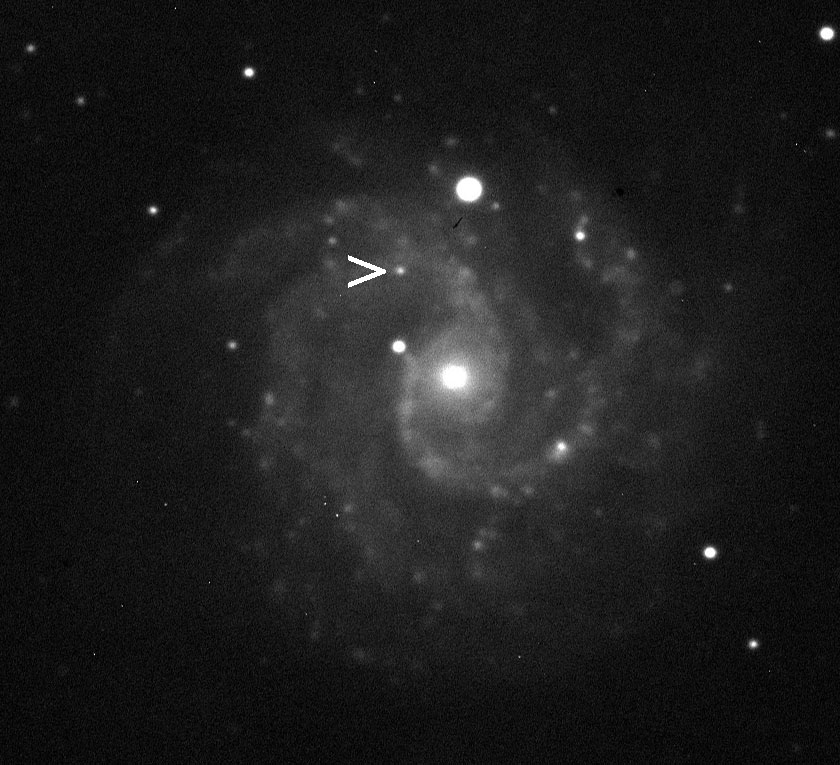
NGC 3183 e la SN 2010dn che si è rivelata una LVB

NGC 3184 è una galassia a spirale situata approssimativamente a 25 milioni di anni luce da noi, nella costellazione dell'Orsa Maggiore.
Si tratta di una delle galassie più brillanti della costellazione, individuabile con grande facilità meno di un grado ad ovest della stella μ Ursae Majoris, di terza magnitudine. I suoi bracci di spirale, visibile di faccia, sono ben riconoscibili anche in piccoli strumenti; al loro interno sono ben visibili due regioni H II, catalogate a parte con le sigle NGC 3180 e NGC 3181.
NGC 3184 è particolare per la grande abbondanza di elementi pesanti e per le supernove esplose al suo interno: 1921B di magnitudine 13,5, 1921C di 11,0, 1937F di 13,5, 1999gi di 14,5, e la PSN J10181930+4125392 di 15,9, nel 2010 fu osservato un oggetto, 2010dn, che si rivelò essere una LBV.